# القرن 7
القرن السابع هو الفترة الزمنية الممتدة من اليوم الأول لعام 601 إلى اليوم الأخير من عام 700 حسب التقويم الميلادي.
| عقد 590 | 590 | 591 | 592 | 593 | 594 | 595 | 596 | 597 | 598 | 599 |
| عقد 600 | 600 | 601 | 602 | 603 | 604 | 605 | 606 | 607 | 608 | 609 |
| عقد 610 | 610 | 611 | 612 | 613 | 614 | 615 | 616 | 617 | 618 | 619 |
| عقد 620 | 620 | 621 | 622 | 623 | 624 | 625 | 626 | 627 | 628 | 629 |
| عقد 630 | 630 | 631 | 632 | 633 | 634 | 635 | 636 | 637 | 638 | 639 |
| عقد 640 | 640 | 641 | 642 | 643 | 644 | 645 | 646 | 647 | 648 | 649 |
| عقد 650 | 650 | 651 | 652 | 653 | 654 | 655 | 656 | 657 | 658 | 659 |
| عقد 660 | 660 | 661 | 662 | 663 | 664 | 665 | 666 | 667 | 668 | 669 |
| عقد 670 | 670 | 671 | 672 | 673 | 674 | 675 | 676 | 677 | 678 | 679 |
| عقد 680 | 680 | 681 | 682 | 683 | 684 | 685 | 686 | 687 | 688 | 689 |
| عقد 690 | 690 | 691 | 692 | 693 | 694 | 695 | 696 | 697 | 698 | 699 |
| عقد 700 | 700 | 701 | 702 | 703 | 704 | 705 | 706 | 707 | 708 | 709 |

ظهور الإسلام في شبه الجزيرة العربية وانتشاره وتوسع الدولة الإسلامية على حساب الإمبراطوريتين الرومانية والفارسية.
انتهاء الحروب الرومانية الفارسية.
في الصين القضاء على سلالة سوي الحاكمة وتأسيس سلالة تانغ الحاكمة التي استمرت لمدة ثلاث قرون.
انتهاء فترة ممالك كوريا الثلاث حيث أسست مملكة شلا الموحدة التي حكمت ممالك الشمال والجنوب لمدة 30 عاما. قبل أن يؤسس داي جويونج مملكة بالهاي في الشمال لتبدأ فترة دولتا الشمال والجنوب في كوريا في نهاية القرن.

## أحداث
- 600 استقرت القبائل الجرمانية الأنجلز والسكسون واليوت في أراضي الفريزيون (شمال هولاندا حاليا) منذ القرن الرابع قبل انتقالهم إلى الجزيرة البريطانية وأنشؤوا المملكة الفريزية في عهد الملك ألدخيسل وعاصمتها أوتريخت
- 602 تمكن الإمبراطور البيزنطي موريكيوس بعد سلسلة من الحملات الناجحة من دفع الآفار والسلاف للعودة إلى ما وراء نهر الدانوب.
- 602 قاد فوقاس تمردا قتل فيه الإمبراطور البيزنطي موريكيوس وتوج إمبراطورا في نوفمبر.
- 602 استغل الشاه الساساني كسرى الثاني مقتل الإمبراطور البيزنطي موريكيوس وقام باحتلال مقاطعة ما بين النهرين.
- 608 بعد السقوط المفاجئ لإمبراطورية جوبتا في منتصف القرن السادس عاد شمال الهند إلى مجموعة من الممالك الصغيرة حتى قام الإمبراطور هارشا بتوحيد هذه الممالك من البنجاب إلى وسط الهند في أبريل.
- 609 غضب الشاه الساساني كسرى الثاني على ملك الحيرة النعمان بن المنذر فقتله وأرسل يطلب وديعة النعمان عند هانئ بن مسعود الشيباني الذي رفض فأرسل كسرى جيشا فانتفضت قبائل العرب وتوحدت واستطاعت الانتصار على جيش كسرى في معركة ذي قار.
- 610 أطاح هرقل بالإمبراطور البيزنطي فوقاس في أكتوبر وتوج إمبراطورا.
- 613 لم يكد يتولي الإمبراطور البيزنطي هرقل الحكم حتى تقدم الساسانيون في عمق آسيا الصغرى واحتلوا دمشق.
- 614 الإمبراطورية الساسانية تدخل القدس بعد حصار دام عشرين يومًا هدموا خلالها كنيسة القيامة ونقلوا الصليب الحقيقي للمدائن.
- 618 الإمبراطورية الساسانية تحتل مصر.
- 618 انقلب غاوزو على الإمبراطور بانج آخر أباطرة سلالة سوي الحاكمة في الصين ويتوج إمبراطورا في يونيو مؤسسا سلالة تانغ الحاكمة التي استمرت لمدة ثلاث قرون.
- 622 هجرة الرسول محمد (صلى الله عليه وسلم) من مكة إلى المدينة في سبتمبر اعتبر هذا الحدث بداية للتقويم الإسلامي.
- 624 غزوة بدر هي أولى معارك الرسول محمد (صلى الله عليه وسلم) في مارس.
- 626 حاصرت الإمبراطورية الساسانية القسطنطينية فترك الإمبراطور البيزنطي هرقل القسطنطينية محاصرة وقام بالالتفاف والهجوم على خلفية جيش الساسانيين وأجبرهم على فك الحصار.
- 627 قام الإمبراطور البيزنطي هرقل بهجوم مضاد اتخذ طابع الحرب المقدسة حيث حمل معه صورة للمسيح كراية عسكرية فدمر الجيوش الساسانية في معركة نينوى واستعاد الصليب الحقيقي إلى القدس في احتفال مهيب.
- 628 أطاح قباد أو شرويه بوالده الشاه الساساني كسرى الثاني وقتله وتوج باسم الشاه قباد الثاني في فبراير ولكنه مات سريعا في سبتمبر وخلفه ابنه أردشير الثالث.
- 629 عقد معاهدة سلام بين الإمبراطورية الرومانية والإمبراطورية الساسانية في يونيو نصت على العودة لحدود ما قبل حرب عام 602.
- 629 الخزر من الشعوب التركية القديمة التي ظهرت في شمال القوقاز سيطروا على شمال أذربيجان وبعض المناطق الأرمينية وتيفليس (عاصمه جورجيا) وأسسوا دولة لها كيانها واستقلالها وعاصمتها بلنجر.
- 630 استطاع المسلمون فتحَ مدينة مكة في يناير فتح مكة يعتبر بداية تأسيس الدولة الإسلامية الناشئة التي برزت كقوة كبرى في الجزيرة العربية.
- 632 بعد اغتيالِ الشاه الساساني كسرى الثاني انتشرت الفوضى في الدولة الساسانية على مدى أربع عشْرة سنة تولى فيها إثنا عشرَ ملك متعاقبون حتى تولى عرش الإمبراطورية يزدجرد الثالث حفيد كسرى الثاني.
- 632 بذل الإمبراطور البيزنطي هرقل جهودا في نشر المسيحية في البلقان واستبدل اللغة اللاتينية باليونانية التي أصبحت اللغة الرسمية للإمبراطورية.
- 632 وفاة الرسول محمد (ص) في يونيو بعد أن استطاع بنجاح نشر رسالته وتوحيد معظم الجزيرة العربية تحت سلطة سياسية واحدة. اختار المسلمون بعده أبو بكر الصديق أول خليفة للمسلمين وبداية دولة الخلافة الراشدة.
- 633 انتصر جيش نورثمبريا بقيادة أوزوالد على الجيش الويلزي في معركة هفنفيلد.
- 634 وفاة الخليفة الراشد أبو بكر الصديق (رضي الله عنه) في أغسطس وخلفه الخليفة الثاني عمر بن الخطاب (رضي الله عنه).
- 636 انتصار جيش الخلافة الراشدة بقيادة خالد بن الوليد (رضي الله عنه) على جيش الامبراطورية البيزنطية في معركة اليرموك في أغسطس وضم بلاد الشام لأراضي دولة الخلافة الراشدة.
- 636 انتصار جيش الخلافة الراشدة بقيادة سعد بن أبي وقاص (رضي الله عنه) على جيش الإمبراطورية الساسانية في معركة القادسية في نوفمبر وضم العراق لدولة الخلافة الراشدة.
- 637 حاصر جيش الخلافة الراشدة بقيادة عبيدة بن الجراح مدينة القدس لمدة أربعة أشهر حتى تم فتح القدس في أبريل.
- 637 انتصار جيش الخلافة الراشدة بقيادة سعد بن أبي وقاص (رضي الله عنه) على جيش الإمبراطورية الساسانية وسقوط المدائن عاصمة الساسانيين في مارس.
- 641 وفاة الإمبراطور البيزنطي هرقل في فبراير وخلفه ابنه قسطنطين الثالث الذي توفي بعد شهور قليله ليتولى بعده ابنه قسطنطين الثاني في مايو.
- 642 انتصار جيش الخلافة الراشدة بقيادة النعمان بن مقرن على جيش الإمبراطورية الساسانية في معركة نهاوند التي كانت نهاية الإمبراطورية الساسانية التي دام حكمها أكثر من ربع قرون.
- 642 جيش الخلافة الراشدة بقيادة عمرو بن العاص يفتح مصر التي كانت ولاية بزنطية.
- 644 اغتيال الخليفة عمر بن الخطاب في نوفمبر وخلفه الخليفة الثالث عثمان بن عفان.
- 642 شجع فتح الجزيرة الفراتية بسهولة على تقدم جيش الخلافة الراشدة وفتح ارمينيا.
- 651 تقدم المسلمين لفتح القوقاز عن طريق أرمينيا فبدأت المواجهات بين الخزر والمسلمين عندما تقدموا واستولوا على بلنجر عاصمة الخزر فانتقلت العاصمة إلى اتيل. استعاد الخزر بلنجر سريعا وتقدموا جنوبا حتى دخلوا أرمينيا.
- 656 قتل الخليفة الراشد عثمان بن عفان في أغسطس وخلفه الخليفة الرابع علي بن ابي طالب.
- 656 اندلع خلاف بين الخليفة الراشد علي بن ابي طالب وبين معارضيه بقيادة الصحابيين طلحة بن عبيد الله والزبير بن العوام بالإضافة إلى زوج الرسول أم المؤمنين عائشة بنت أبي بكر لاعتراضهم على تأخر الخليفة في القصاص من قتلة الخليفة السابق عثمان مما أدى لاشتباك الطرفين في موقعة الجمل في سبتمبر التي انتصر فيها الخليفة علي بن أبي طالب.
- 658 استطاع الإمبراطور البيزنطي قسطنطين الثاني هزيمة السلاف وأوقف تقدمهم نحو البلقان.
- 660 البلغار شعوب من آسيا الوسطى استقروا في السهول الخصبة في أوكرانيا حتى اجتاحهم الخزر مما دفعهم للتحرك. جنوبا والاستقرار في منطقة البلقان.
- 661 اغتيال الخليفة الراشد علي بن أبي طالب في يناير فانتقل الحكم إلى ابنه الحسن الذي تنازل عن الحكم حقنا للدماء ووؤداً للفتنة لمعاوية بن أبي سفيان الذي أسس حكم الخلافة الأموية.
- 668 انتهاء فترة ممالك كوريا الثلاث حيث أسست مملكة شلا الموحدة التي حكمت ممالك الشمال والجنوب لمدة 30 عاما.
- 668 اغتيال الإمبراطور البيِزنطي قسطنطين الثاني في سبتمبر وخلفه ابنه قسطنطين الرابع.
- 670 استقرار البلغار في بيسارابيا تحت قيادة خان البلغار أسباروخ.
- 674 شن جيش الخلافة الآموية هجمات في عمق الأناضول وفرضوا الحصار على القسطنطينية نفسها لمدة 4 سنوات حتى استطاع البيزنطيون أخيرا صد الأسطول العربي باستخدام النار اليونانية ووقعت هدنة لثلاثين عاما بين الإمبراطورية والخلافة الأموية.
- 680 هاجم خان البلغار أسباروخ أراضي الإمبراطورية البيزنطية وممتلكاتها في الدانوب وبدأ في إخضاع السكان المحليين (التراقيين والفلاك) وقبائل السلاف فأرسل الإمبراطور البيزنطي قسطنطين جيشا ولكنه انهزم واضطر للاعتراف بمملكة بلغاريا في مويسيا.
- 685 وفاة الإمبراطور البيزنطي قسطنطين الرابع في سبتمبر وخلفه ابنه جستنيان الثاني.
- 695 أطاح القائد العسكري ليونتيوس بالإمبراطور البيزنطي جستنيان الثاني وتوج إمبراطورا بزنطيا.
- 698 بداية فترة دولتا الشمال والجنوب في كوريا حيث أسس داي جويونج مملكة بالهاي في الشمال إلى جانب مملكة شلا في الجنوب.
- 698 تمكن جيش الخلافة الأموية من فتح قرطاج ونهاية حكم البيزنطيين في شمال أفريقيا.

مكرر_____________
- استقرت القبائل الجرمانية الأنجلز والسكسون واليوت في أراضي الفريزيون (شمال هولاندا حاليا) منذ القرن الرابع قبل انتقالهم إلى الجزيرة البريطانية وانشؤوا المملكة الفريزية سنة 600م. في عهد الملك ألدخيسل وعاصمتها أوتريخت.
- تمكن الأمبراطور البزنطي موريكيوس بعد سلسلة من الحملات الناجحة من دفع الآفار والسلاف للعودة إلى ما وراء نهر الدانوب سنة 602م.
- قاد فوكاس تمردا قتل فيه الإمبراطور البزنطي موريكيوس وتوج امبراطورا في نوفمبر 602م.
- استغل الشاهنشاه الساساني كسرى الثاني مقتل الإمبراطور البزنطي موريكيوس وقام باحتلال مقاطعة ما بين النهرين.
- بعد السقوط المفاجئ لإمبراطورية جوبتا في منتصف القرن السادس الميلادي عاد شمال الهند إلى مجموعة من الممالك الصغيرة حتى قام الإمبراطور هارشا بتوحيد هذه الممالك من البنجاب إلى وسط الهند في أبريل 606م.
- غضب الشاهنشاه الساساني كسرى الثاني على ملك الحيرة الغسان بن المنذر فقتله وأرسل يطلب وديعة النعمان عند هانئ بن مسعود الشيباني الذي رفض فأرسل كسرى جيشا فانتفضت قبائل العرب وتوحدت واستطاعت الانتصار على جيش كسري في معركة ذي قار سنة 609م.
- أطاح هرقل بالإمبراطور البزنطي فوكاس في أكتوبر 610م. وتوج إمبراطورا لم يكد يتولى الإمبراطور البزنطي هرقل الحكم حتى تقدم الساسانيون في عمق آسيا الصغرى واحتلوا دمشق والقدس ونقلوا الصليب الحقيقي للمدائن. كما احتلوا مصر سنه 618م.
- انقلب غاوزو على الإمبراطور بانج آخر أباطرة سلالة سوي الحاكمة في الصين ويتوج إمبراطورا في يونيو 618م. مؤسسا سلالة تانغ الحاكمة التي استمرت لمدة ثلاث قرون.
- هجرة الرسول محمد (صلى الله عليه وسلم) من مكة إلى المدينة في سبتمبر 622م. اعتبر هذا الحدث بداية للتقويم الإسلامي.
- غزوة بدر هي أولى معارك الرسول محمد (صلى الله عليه وسلم) في مارس624م.
- قام الساسانيين الفرس والسلاف الأفار بحصار القسطنطينية سنة 626م.
- ترك الإمبراطور البزنطي هرقل القسطنطية محاصرة وقام بالالتفاف والهجوم على خلفية جيش الساسانيين وأجبرهم على فك الحصار والتحول من الهجوم للدفاع. قام هرقل بهجوم مضاد اتخذ طابع الحرب المقدسة حيث حمل معه صورة للمسيح كراية عسكرية فدمر الجيوش الساسانية في معركة نينوى سنه 627م. واستعاد الصليب الحقيقي إلى القدس في احتفال مهيب.
- بذل الإمبراطور البزنطي هرقل جهودا في نشر المسيحية في البلقان واستبدل اللغة اللاتينية باليونانية التي أصبحت اللغة الرسمية للإمبراطورية.
- استنفدت الحرب قوى الإمبراطوريتين البيزنطية والساسانية وتركتهم عرضة للدولة الإسلامية الناشئة.
- أطاح قباد أو شرويه بوالده الشاهنشاه الساساني كسرى الثاني وقتله وتوج باسم الشاهنشاه قباد الثاني في فبراير 628م. ولكنه مات سريعا في سبتمبر 628م. وخلفه ابنه أردشير الثالث.
- الخزر من الشعوب التركية القديمة التي ظهرت في شمال القوقاز سيطروا على شمال أذربيجان وبعض المناطق الأرمينية وتيفليس (عاصمه جورجيا) عام 629م. وبسرعة شديدة طور الخزر من نفوذهم العسكري والسياسي حتى أصبحت دولة حرة لها كيانها واستقلالها وعاصمتها بلنجر.
- استطاع المسلمون فتحَ مدينة مكة في يناير 630م. فتح مكة يعتبر بداية تأسيس الدولة الإسلامية الناشئة التي برزت كقوة كبرى في الجزيرة العربية.
- بعد اغتيالِ الشاهنشاه الساساني كسرى الثّاني انتشرت الفوضى في الدولة الساسانية على مدى أربع عشْرة سنة تولى فيها إثنا عشرَ ملك متعاقبون حتى تولى عرش الإمبراطورية يزدجرد الثالث حفيد كسرى الثاني سنة 632م.
- وفاة الرسول محمد (صلى الله عليه وسلم) في يونيو 632م. بعد أن استطاع بنجاح نشر رسالته وتوحيد معظم الجزيرة العربية تحت سلطة سياسية واحدة. اختار المسلمون بعده أبا بكر الصديق أول خليفة للمسلمين وبداية دولة الخلافة الراشدة.
- انتصر جيش نورثمبريا بقيادة أوزوالد على الجيش الويلزي في معركة هفنفيلد سنة 633م.
- وفاة الخليفة الراشد أبو بكر الصديق في أغسطس 634م. وخلفه الخليفة الثاني عمر بن الخطاب.
- انتصار جيش الخلافة الراشدة بقيادة خالد بن الوليد علي جيش الامبراطورية البزنطية في معركة اليرموك في أغسطس 636م. وضم بلاد الشام لأراضي دولة الخلافة الراشدة.
- حاصر جيش الخلافة الراشدة بقيادة عبيدة بن الجراح مدينة القدس لمدة أربعة أشهر حتى تم فتح القدس في أبريل 637م.
- انتصار جيش الخلافة الراشدة بقيادة سعد بن أبي وقاص على جيش الإمبراطورية الساسانية في معركة القادسية في نوفمبر 636م. وضم العراق لدولة الخلافة الراشدة.
- سقوط المدائن عاصمة الإمبراطورية الساسانية بعد انتصار جيش المسلمين بقيادة سعد بن ابي وقاص على جيش الساسانيين في مارس 637م.
- وفاة الإمبراطور البزنطي هرقل في فبراير 641م. وخلفه ابنه قسطنطين الثالث الذي توفي بعد شهور قليله ليتولى بعده ابنه قسطنطبن الثاني في مايو 641م.
- انتصار جيش الخلافة الراشدة بقيادة النعمان بن مقرن على جيش الامبراطورية الساسانية في معركة نهاوند في 642م. وأدت إلى نهاية الإمبراطورية الساسانية بعد أن دام حكمها أكثر من أربع قرون.
- جيش الخلافة الراشدة بقيادة عمرو بن العاص يفتح مصر التي كانت ولاية بزنطية سنة 642م.
- اغتيال الخليفة عمر بن الخطاب في نوفمبر 644م. وخلفه الخليفة الثالث عثمان بن عفان.
- بعد فتح دولة الخلافة الراشدة لبلاد فارس وسقوط الدولة الساسانية تقدم المسلمين لفتح القوقاز عن طريق أرمينيا فبدأت المواجهات بين الخزر والمسلمين وأول هجوم للمسلمين عندما تقدموا واستولوا على بلنجر عاصمة الخزر سنة 642م. فانتقلت العاصمة إلى اتيل. استعاد الخزر بلنجر سريعا وتقدموا جنوبا حتى دخلوا أرمينيا. استمرت المواجهات الحدودية بين المسلمين والخزر قرابة قرن.
- قتل الخليفة الراشد عثمان بن عفان في أغسطس 656م. وخلفه الخليفة الرابع علي بن ابي طالب.
- اندلع خلاف بين الخليفة الراشد علي بن ابي طالب وبين معارضيه بقيادة الصحابيين طلحة بن عبيد الله والزبير بن العوام بالأضافة الي زوج الرسول أم المؤمنين السيدة عائشة لاعتراضهم على تأخر الخليفة في القصاص من قتلة الخليفة السابق عثمان مما أدى لاشتباك الطرفين في موقعة الجمل في سبتمبر 656م. التي انتصر فيها الخليفة علي بن أبي طالب.
- استطاع الإمبراطور البيزنطي قسطنطين الثاني هزيمة السلاف وأوقف تقدمهم نحو البلقان سنه 658م.
- البلغار شعوب من آسيا الوسطى استقروا في السهول الخصبة في أوكرانيا حتى اجتاحهم الخزر سنة 660م. مما دفعهم للتحرك. جنوبا والاستقرار في منطقة البلقان.
- اغتيال الخليفة الراشد علي بن أبي طالب في يناير 661م. فانتقل الحكم إلى ابنه الحسن الذي تنازل عن الحكم حقنا للدماء ووؤداً للفتنة معاوية بن أبي سفيان الذي أسس حكم الخلافة الأموية.
- انتهاء فترة ممالك كوريا الثلاث حيث أسست مملكة شلا الموحدة سنة 668م. التي حكمت ممالك الشمال والجنوب لمدة 30 عاما.
- اغتيال الإمبراطور البيزنطي قسطنطين الثاني في سبتمبر 668م. وخلفه ابنه قسطنطين الرابع.
- استقرار البلغار في بيسارابيا (في رومانيا حاليا) تحت قيادة خان البلغار أسباروخ سنة 670م.
- شن جيش الخلافة الأموية هجمات في عمق الأناضول وفرضوا الحصار على القسطنطينية نفسها سنة 674م. لمدة 4 سنوات حتى استطاع البيزنطيون أخيرا صد الأسطول العربي باستخدام النار اليونانية ووقعت هدنة لثلاثين عاما بين الإمبراطورية والخلافة الأموية.
- هاجم خان البلغار أسباروخ أراضي الإمبراطورية البزنطية وومتلكاتها في الدانوب وبدأ في إخضاع السكان المحليين (التراقيين والفلاك) وقبائل السلاف سنة 680م. فأرسل الإمبراطور البزنطي قسطنطين جيشا ولكنه انهزم واضطر للاعتراف بمملكة بلغاريا في مويسيا (صربيا وبلغاريا).
- وفاة الإمبراطور البيزنطي قسطنطين الرابع في سبتمبر 685م. وخلفه ابنه جستنيان الثاني.
- أطاح القائد العسكري ليونتيوس بالإمبراطور البزنطي جستنيان الثاني سنة 695م. وتوج إمبراطورا بزنطيا.
- بداية فترة دولتا الشمال والجنوب في كوريا سنة 698م. حيث أسس داي جويونج مملكة بالهاي في الشمال إلى جانب مملكة شلا في الجنوب.
- تمكن جيش الخلافة الأموية من فتح قرطاج سنة 698م. ونهاية حكم البيزنطيين في شمال أفريقيا.
- الحروب الرومانية الفارسية انتهت.
- ظهور الإسلام في شبه الجزيرة العربية، والقرآن كتب.
- شوانزانغ (يعرف أيضاً باسم شوان دزانغ) سافر من الصين إلى الهند قبل رجوعه إلى تشانغان في الصين لترجمة الكتب المقدسة البوذية.
- نهاية الحكم البوذي المتقطع في السند.
- الصرب والكروات دخلوا أرضهم الحالية في بداية القرن السابع، واستقروا في ستة مناطق، وبدؤوا بإعداد الولايات.
- دين الشوجيندو تتطور عن البوذية والطاوية والشنتو.
- وصل البلغاريون إلى البلقان.
- بداية الشعر الإنجليزي.
- مكتبة الإسكندرية دمرت مرة أخرى.

## شخصيات هامة
- محمد بن عبد الله صلى الله عليه وسلم (570 - 632)، رسول الإسلام
- أبو بكر رضي الله عنه (573 - 634)، أول الخلفاء الراشدين
- عمر بن الخطاب، ثاني الخلفاء الراشدين
- علي بن أبي طالب (600 - 661)
- عنترة بن شداد، شاعر عربي
- براهماغبتا، رياضياتي هندي
- البابا غريغوري الأول
- القديس كتبيرت
- هرقل، الإمبراطور البيزنطي الذي انتصر على الساسانيين في عدة معارك
- تايزونغ، إمبراطور الصين
- أسباروخ، خان بلغاريا